# Ciénega (Boyacá)
Pour le système de zones humides, voir Ciénega.
Ciénega est une municipalité située dans le département de Boyacá, en Colombie.

## Personnalités liées à la municipalité
- Leonardo Páez (1982-) : cycliste né à Ciénaga.